# Alireza Haghi
Ali Reza Haghi (em persa: علی‌رضا حقی; nascido em 8 de fevereiro de 1979) é um ciclista olímpico iraniano. Representou sua nação nos Jogos Olímpicos de Verão de 2012, na prova de corrida em estrada, mas não terminou. Na prova de estrada contra o relógio, terminou em 36º lugar.